# District du Pays-d'Enhaut
Pour les articles homonymes, voir Pays-d'en-Haut (homonymie).
1798–2007
Entités suivantes :
- District de la Riviera-Pays-d'Enhaut

Le district du Pays-d'Enhaut est l'un des 19 anciens districts du canton de Vaud.

## Histoire
Situé dans les Préalpes vaudoises, à 1 000 mètres d’altitude environ, le district est divisé en trois communes, avec une dizaine de villages. Leurs territoires sont formés principalement par la partie moyenne de la vallée de la Sarine, ainsi que par quelques vallées latérales. La Gummfluh est le point culminant de la région.
Jusqu’au début du XVIe siècle, la vallée appartient aux Comtes de Gruyère. L'église de Rougemont remonte à l’époque romane.
Dès 1555 et jusqu’en 1798, la vallée vécut sous la domination bernoise. On en trouve encore des traces, comme un ours peint à l’intérieur de l’église de Rossinière. Dans cette dernière localité, il faut signaler le Grand Chalet, de dimensions exceptionnelles, et aujourd’hui demeure de la famille de feu le peintre Balthus.
Le district disparaît le 1er janvier 2008 à la suite de la réorganisation territoriale du canton de Vaud, les communes le composant rejoignant toutes le nouveau district de la Riviera-Pays-d'Enhaut.

## Communes
- Château-d'Œx
- Rougemont
- Rossinière

## Liste des préfets
- Auguste Cottier (1883-1929)
- Alphonse Dubuis (1929-1935)
- Ami Marmillod (1935-1962)
- Aloïs Marmillod (1962-1983)
- Samuel Henchoz (1983-1994)
- Pierre Henchoz (1994-2006)
- Roland Berdoz (2006-2008)